# 矢矧 (軽巡洋艦)
矢矧 （やはぎ）は、大日本帝国海軍の軽巡洋艦。二等巡洋艦阿賀野型（阿賀野型軽巡洋艦）の3番艦。
艦名は長野県から岐阜県を経て愛知県に至る矢矧川にちなんで命名された（現在は矢作川と表記されている）。帝国海軍の命名慣例については日本艦船の命名慣例を参照。この名をもつ帝国海軍の艦船としては、筑摩型防護巡洋艦2番艦矢矧（二等巡洋艦）に続いて2隻目。坊ノ岬沖海戦において、戦艦大和等と共に撃沈された。

## 艦歴
1941年（昭和16年）11月11日、本艦（第134号艦）は阿賀野型軽巡3番艦として佐世保海軍工廠で起工。
1942年（昭和17年）8月20日、第134号艦は軍艦矢矧と命名され、阿賀野型2番艦能代と共に二等巡洋艦阿賀野型として登録される。
9月25日、昭和天皇の名代として高松宮宣仁親王（海軍大佐、昭和天皇弟宮）臨席の元、矢矧は進水した。佐世保鎮守府所属となる。機密保持のため、進水式で配られた記念酒盃には『矢矧』の艦名は記されておらず、かわりに矢に萩の花をあしらった絵が描かれていた。帰京した高松宮宣仁親王は、天皇に矢矧進水式を終えたことを報告した。
1943年（昭和18年）10月11日、日本海軍は駆逐艦磯波艦長・第27駆逐隊（時雨、白露、有明、夕暮）司令・軽巡龍田艦長・第10駆逐隊（秋雲、夕雲、風雲、朝雲）司令等を歴任した吉村真武大佐を、矢矧艤装員長に任命した。
10月16日、佐世保工廠に矢矧艤装員事務所を設置。
12月29日、竣工。同日附で矢矧艤装員事務所を撤去。吉村矢矧艤装員長も制式に矢矧初代艦長となる。佐世保鎮守府籍。同日、第三艦隊第十戦隊に編入。
1944年（昭和19年）1月10日、佐世保を出発して瀬戸内海へ向かう 。
2月、リンガの哨戒および訓練のためシンガポールへ派遣された。
6日、第十戦隊（矢矧、第10駆逐隊《秋雲、風雲、朝雲》、第61駆逐隊《初月、若月》）は第一航空戦隊（翔鶴、瑞鶴）、重巡洋艦筑摩を護衛して内地を出発。
13日、シンガポールに到着する。ここで第10駆逐隊や一航戦と別れ、18日に筑摩、矢矧はシンガポールを出発、同日着。矢矧が航海中の2月17日、軽巡洋艦阿賀野が米潜水艦スケートに撃沈された事に伴い、第十戦隊司令官木村進海軍少将はリンガ泊地で駆逐艦秋月（敷島部隊編入中）から矢矧に移乗した。
2月23日、第十戦隊旗艦となった。
3月、4月は、第十戦隊各艦および空母部隊と共にシンガポールとリンガ泊地を拠点に訓練と整備に従事。
5月12日、矢矧以下第十戦隊（旗艦《矢矧》、第10駆逐隊《朝雲、風雲》、第61駆逐隊《初月、若月、秋月》、第17駆逐隊《磯風》）は第一航空戦隊（空母大鳳、翔鶴、瑞鶴）、第五戦隊（重巡洋艦妙高、羽黒）とともにシンガポールからタウィタウィ泊地へ向け出発した。
航海中、「矢矧」と「風雲」は敵潜水艦撃沈を報告した。
15日到着以後、タウィタウィ泊地で訓練と搭載水上偵察機による潜水艦哨戒任務に従事した。
1944年（昭和19年）6月19日、第十戦隊（第17駆逐隊《磯風、浦風》、第10駆逐隊《朝雲》、秋月型4隻《初月、若月、秋月、霜月》）を率いて小沢治三郎中将指揮の第一機動艦隊に所属し、マリアナ沖海戦に参加した。午前8時10分、第一機動部隊旗艦大鳳（矢矧より距離3kmを航行）に米潜水艦アルバコアの発射した魚雷1本が命中した。矢矧は大鳳から『ワレ航行ニ差シ支エナシ』の信号を受取っている。午前11時20分、矢矧の目前で翔鶴が米潜水艦カヴァラに雷撃され魚雷4本が命中した。翔鶴は午後2時前後に沈没し、随伴艦（矢矧、浦風、若月）等は翔鶴の乗組員の救助に従事した。14時32分に大鳳が大爆発を起こし、16時28分に沈没した。第十戦隊各艦（磯風、初月）は共同で脱出乗組員の救助にあたった。
6月20日17時50分、第一機動部隊（旗艦《瑞鶴》、第五戦隊《羽黒、妙高》、第十戦隊《矢矧、磯風、浦風、初月、秋月、若月、朝雲》、秋月型《霜月》）、は米機動部隊から発進した戦闘機85、艦上爆撃機77、艦上攻撃機54と交戦。矢矧は主砲15 (18) 発、高角砲130発、機銃5,200発を発射した。この戦闘で矢矧に損害はなく、瑞鶴も被弾したが小破に留まった。
6月24日、矢矧は呉に戻った。ドックでレーダーや機銃の増強を行った後、7月8日に多くの戦艦、巡洋艦、駆逐艦と共に呉を出航し、東南アジア方面へ向かった。マニラを経由し、20日リンガ泊地に到着した。その後はアメリカ軍との戦闘に備えて訓練に従事した。

### レイテ沖海戦
1944年（昭和19年）10月、矢矧は栗田艦隊（第一遊撃部隊)、第二部隊（指揮官鈴木義尾中将/第三戦隊司令官・旗艦金剛）に属してレイテ沖海戦に参加した。10月23日、栗田艦隊は米潜水艦2隻に襲撃され重巡2隻（愛宕、摩耶）を喪失、高雄が被雷して駆逐艦2隻（朝霜、長波）と共に離脱、第二艦隊司令長官栗田健男中将は旗艦を変更した（愛宕→大和）。
10月24日のシブヤン海海戦で栗田艦隊はアメリカ海軍第38任務部隊からの空襲を受ける。空襲直前、矢矧は艦載水上偵察機2機を発進させたが、1号機（佐々木少尉機）が未帰還となった。この戦闘で各艦はアメリカ軍側の記録にないアメリカ潜水艦を発見し、空襲下にある艦隊は混乱した。日本軍は、10時30分から16時30分にわたる五回の空襲によって戦艦武蔵が沈み、戦艦2隻（大和、長門）、重巡2隻（利根、妙高）、駆逐艦2隻（浜風、清霜）が命中弾を受けた。妙高、浜風、清霜は栗田艦隊から離脱。矢矧は第二次対空戦闘で左舷に至近弾、第三次対空戦闘で後部兵員室に小型爆弾命中、艦首至近弾で錨鎖機室で火災発生という被害を受けた。右舷艦首に直径4-5m（2m程とも）の穴があき、速力は22ノットに低下した。池田武邦航海士によると、応急修理で28ノット発揮可能になったが、30ノット以上出すと破孔が拡がって危険な状態になったという。だが矢矧は翌日の戦闘で無理をして32ノットを発揮していた。
10月25日、矢矧はサマール沖海戦に参加した。午前6時30分に米護衛空母艦隊を発見（戦闘詳報の発見時刻は6時45分発見）。栗田艦隊全艦はこの部隊を正規空母部隊と誤認し、重巡洋艦部隊を突出させその後に止め役として水雷戦隊を続行させた。第十戦隊（旗艦《矢矧》、第17駆逐隊《浦風、雪風、磯風、野分〔臨時編入〕》）を率いて逃走する米空母部隊を追撃し護衛駆逐艦と交戦したが、午前7時25分にアメリカ軍機の機銃掃射で艦橋勤務兵に死傷者が出た。午前9時、米駆逐艦の砲撃が左舷士官室に命中したのに加え、アメリカ軍機の機銃掃射により再び艦橋要員に被害を出し、小火災が発生し魚雷発射管1門が使用不能となった。午前8時50分、米駆逐艦ジョンストンが煙幕を突破して偽装の魚雷発射姿勢を取った（なお、ジョンストンの魚雷は既に発射しており1本も残っていなかった）。矢矧以下第十戦隊は魚雷回避のため右に舵をきり、これが第二水雷戦隊（軽巡能代、島風型島風等）の針路を妨害することになった。第二水雷戦隊も右に回避行動をとったため米艦隊との距離が開いてしまい、同戦隊が魚雷を発射する機会は失われた。
午前9時6分、第十戦隊は矢矧が九三式酸素魚雷7本、第17駆逐隊各艦4本（磯風のみ8本）、計魚雷27本を発射し、エンタープライズ型空母1隻撃沈、同型空母1隻大破撃沈殆ど確実、砲撃により駆逐艦3隻撃沈を報告している。実際には、魚雷は1本も命中していなかった。矢矧の指揮下にあった磯風水雷長は矢矧（旗艦）が魚雷命中の期待できない遠距離雷撃命令を出したことに疑問を呈している。矢矧の艦橋にいた池田は同艦水雷長は米空母がスコールに逃げ込み魚雷発射のチャンスを逸することを懸念していたと述べている。アメリカ軍によれば、護衛空母カリニン・ベイやセント・ローに迫る数本の魚雷があったものの、対空砲や艦載機の機銃掃射により、命中前に爆破されたという。実際の第十戦隊の戦果は、砲撃による米駆逐艦ジョンストン撃沈のみであった。
栗田艦隊は撤退行動に移ったが、帰路にも18回にわたるアメリカ軍機の空襲を受けた。16時45分、矢矧は至近弾により魚雷発射連管室で火災が発生し、戦死者14名重傷者多数を出す損害を受けた。
10月26日にも艦隊は空襲を受け、軽巡洋艦能代が沈没した。28日、残存日本艦隊はブルネイに帰投した。一連の戦闘で本艦は主砲通常弾367発、対空砲弾205発、高角砲600発、機銃2万7000発、爆雷6個を消費し、戦死44名、行方不明3名、重軽傷者97名を出した。水上偵察機も1機が未帰還となった。
11月15日、第十戦隊の解隊に伴い残存艦（矢矧、浦風、磯風、雪風、浜風、涼月、冬月）は第二水雷戦隊に編入された。当事の第二水雷戦隊は多号作戦で島風型駆逐艦島風（二水戦旗艦）の沈没時に二水戦司令官早川幹夫少将が戦死したため、司令官不在だった。矢矧は日本への帰還を命じられ、戦艦3隻（大和、長門、金剛）、第17駆逐隊4隻（浦風、雪風、浜風、磯風）と共に16日ブルネイを出港した。11月21日、戦艦金剛と駆逐艦浦風が米潜水艦シーライオンの雷撃で沈没し、浦風では総員戦死した。金剛の生存者は2隻（浜風、磯風）に救助された。大和や矢矧は金剛の救援に関しては何も出来ず、現場海域を避退した。
11月23日本土到着、26日佐世保に回航、修理が行われる。修理個所を明確にするため白ペンキで塗られた場所は1,000個所を越えた。この間、第一水雷戦隊の解隊にともない木村昌福少将は第二水雷戦隊司令官に任命され、軽巡大淀や駆逐艦霞を旗艦とした。
12月20日、吉村（矢矧艦長）は金剛型戦艦3番艦榛名の艦長を命じられた。後任の矢矧艦長として、朝潮型6番艦山雲初代駆逐艦長・陽炎型9番艦天津風初代駆逐艦長・第27駆逐隊《時雨、白露、五月雨、春雨》司令等を歴任した原為一大佐が任命された。
同時期、第二水雷戦隊（矢矧、時雨、第17駆逐隊）に対して、ヒ87船団と空母龍鳳の護衛として出撃、その後2隻（矢矧、時雨）のみ第二水雷戦隊麾下各艦が活動するフィリピンへの進出が下令される。21日、修理を終えて佐世保を出港し、23日呉到着。だが矢矧側は「補充乗組員を多く抱え訓練不足の為出撃できない」と連合艦隊に意見具申、矢矧の出動は取りやめられた。
1945年（昭和20年）1月3日（着任1月4日）、第二水雷戦隊司令官は木村昌福少将から古村啓蔵少将に交代した。矢矧は内地で待機を続け2月20日、シンガポールから日本本土への強行輸送作戦（北号作戦）に従事していた『完部隊』（第四航空戦隊司令官松田千秋少将：日向、伊勢、大淀）、第二水雷戦隊3隻（霞、初霜、朝霜）が呉に到着した。23日、旗艦は霞から矢矧に変更された。その後、第二水雷戦隊各艦は内地で待機した。
3月19日の呉軍港空襲では、ドックで整備中で動けなかったが被害はなかった。修理や各種装備の整備も、特攻兵器生産優先のため、万全とは云い難い状態だった。
3月28日、大和や麾下駆逐艦と共に呉港を出港し、周防灘、続いて三田尻沖に停泊する。3月29日、指揮下の吹雪型駆逐艦響（第7駆逐隊）が触雷して大破、朝霜は呉に向かう響を途中まで護衛すると艦隊に戻った。

### 坊ノ岬沖海戦

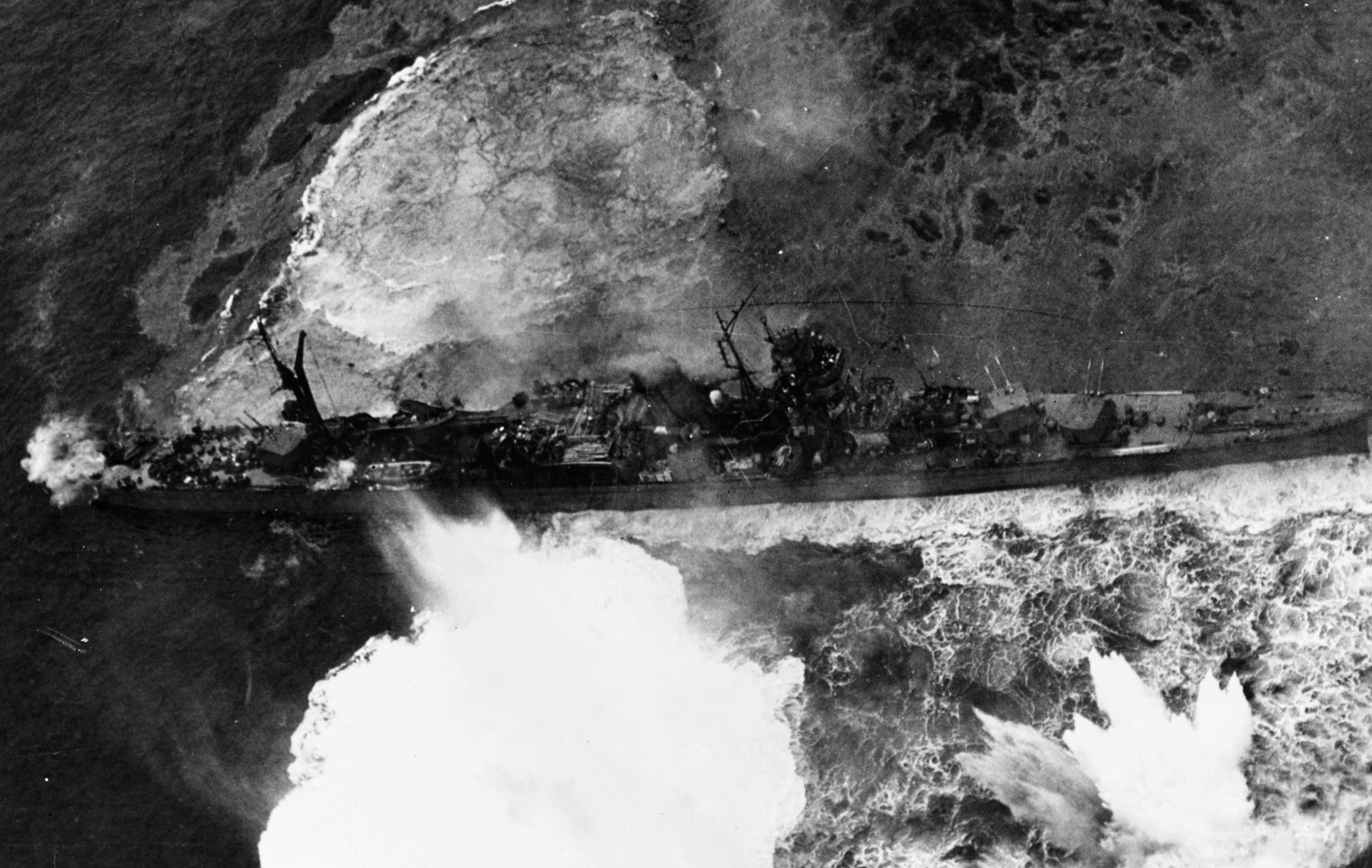
坊ノ岬沖で米空母機の攻撃を受ける矢矧。沖縄水上特攻隊として、大和を護衛して出撃したが、雲霞のごとく襲来する敵機により、たちまち行動不能となり撃沈された。

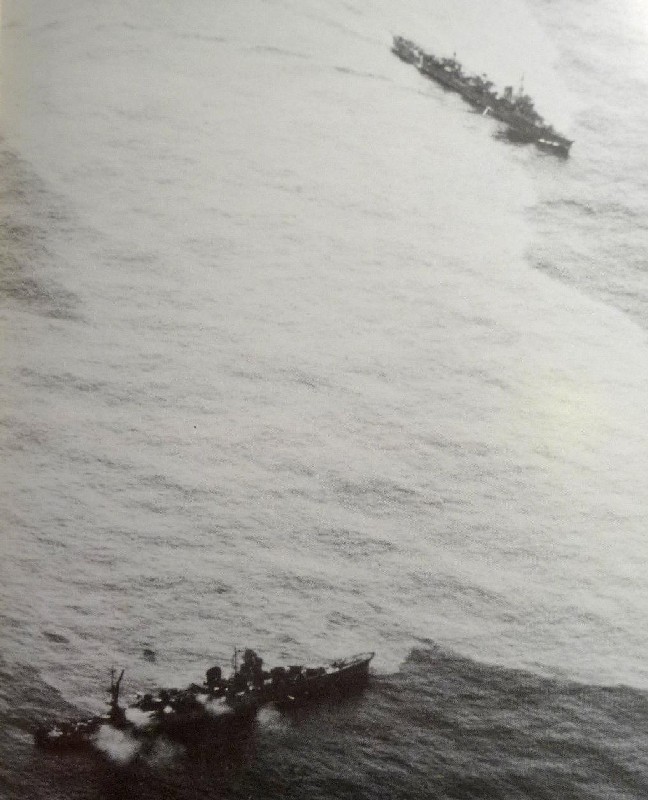
右上が磯風。攻撃を受けた矢矧の二水戦司令部を移乗させるため接近中。

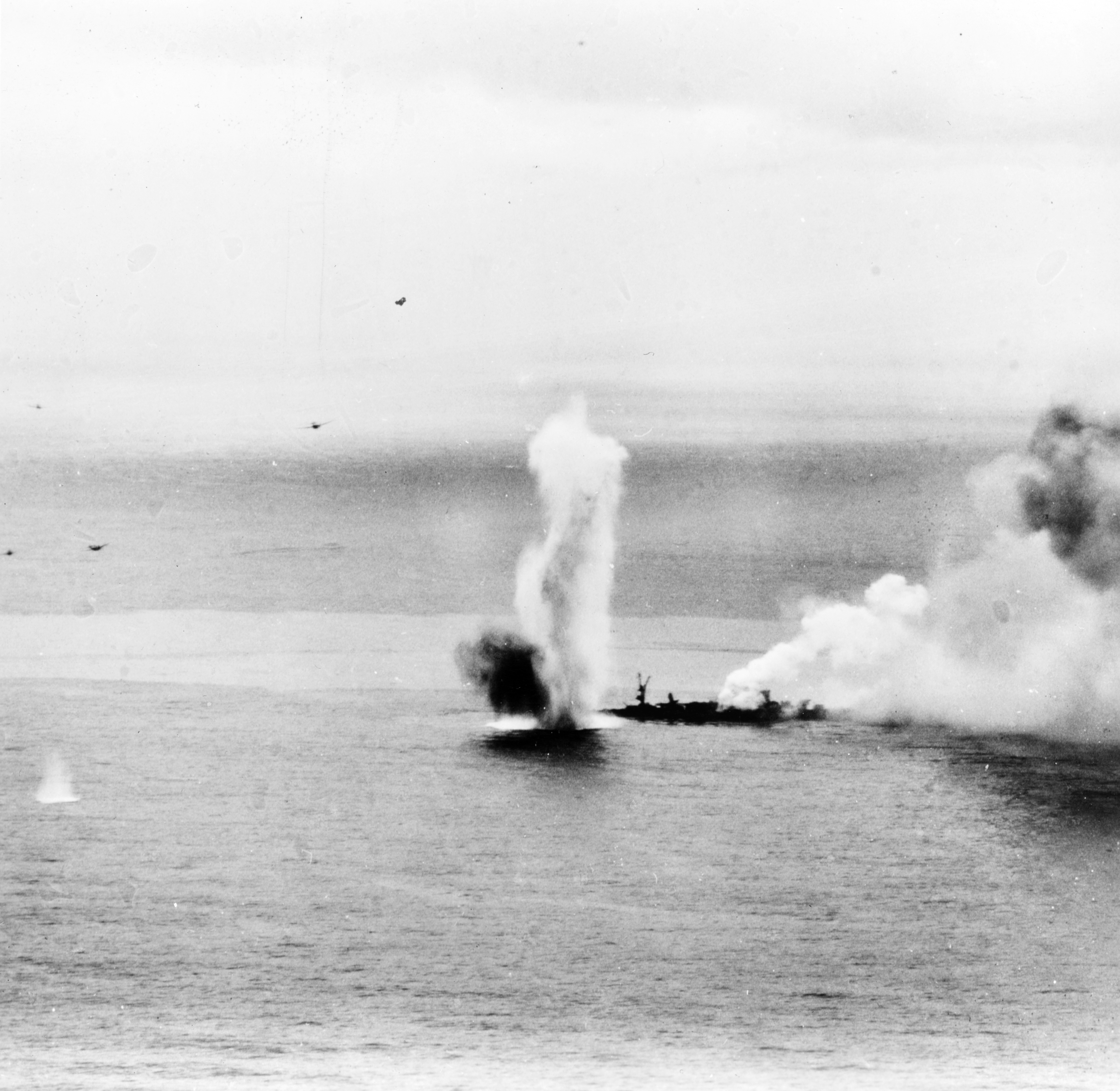
写真は第二波の攻撃にさらされている午後1時40分頃の姿で、白煙はボイラー室に海水が入ったためのものと思われる

- 1945年（昭和20年）3月27日 菊水作戦直前の第二水雷戦隊の編制は以下のとおりである[127]。
- 旗艦：矢矧
  - 第7駆逐隊：響、潮(横須賀待機)
  - 第17駆逐隊：磯風、浜風、雪風
  - 第21駆逐隊：朝霜、初霜、霞
  - 第41駆逐隊：冬月、涼月

1945年（昭和20年）4月1日、アメリカ軍が沖縄に上陸を開始した。4月6日、天一号作戦に参加すべく、第二水雷戦隊司令官古村啓蔵少将が座乗する矢矧は徳山沖に停泊中の戦艦大和に合流。矢矧の原為一艦長は少尉候補生23名を退艦させた。艦内の倉庫にあった米麦20日分も、5日分のこして徳山軍需部に返還している。13時、大和士官室で草鹿龍之介連合艦隊参謀長が第二艦隊司令官・艦長達に作戦を説明すると一斉に不満の声があがり、原は「敵の後方補給路を『矢矧』で暴れて寸断する」と提案している。15時20分、第二艦隊所属の10隻（旗艦《大和》、第二水雷戦隊《矢矧、17駆〔磯風、浜風、雪風〕、21駆〔朝霜、初霜、霞〕》）は沖縄へと出撃。原は乗組員に「死に急ぐな」と訓示したという。また沖縄に到着後は座礁して砲台になる事や、宮本武蔵の話をしたという乗組員の回想もある。原自身は矢矧が被害担当艦となることで他艦への被害を減らそうと考えていたと回想している。夕刻、伊予灘にて二水戦は大和を目標とした編隊訓練と襲撃運動訓練を実施した。
4月7日午前6時頃、第二艦隊は大隅海峡を通過、針路を280度とした。午前6時57分、駆逐艦朝霜が機関故障を起こして速力が低下、第二艦隊から落伍した。矢矧では、搭載水上偵察機を事前に退避させるよう意見具申された。8時15分に零式水上偵察機1機（富原辰一少尉/機長、松田上飛曹/操縦、佐々木上飛曹/電信）を鹿児島県指宿基地に戻した。
12時32分からアメリカ軍の空襲が始まる。
。天候は不良で、雲高3000フィート（1000m以下）、視界5 - 8浬。戦闘開始早々の12時46分、アメリカ軍の雷撃機TBF/TBMアベンジャー（空母ベニントン所属機）が投下した魚雷1本が命中し、航行不能となった、13時00分にも矢矧の艦尾に魚雷が命中した。最初に命中したのは右舷後部という見解もある。いずれにせよ13時前には航行不能となり、このため矢矧は護衛すべき大和から離れてしまった。矢矧からは10-20km遠方に左舷に傾斜した大和が見えたという。標的状態となった矢矧は多数の魚雷や爆弾直撃、至近弾で損傷が拡大した。最初の魚雷命中直後に魚雷を投棄。重巡三隈・鈴谷のように酸素魚雷の誘爆による致命傷を避けることが出来た。そのため魚雷2本・爆弾1発で沈んだ矢矧の姉妹艦能代と比較して長い時間、戦闘を継続していた。「もう早く沈んでくれと思うくらい沈まなかった」という艦橋で勤務していた池田武邦の回想が残っている。
一方、麾下の第二水雷戦隊各艦も次々に損傷していった。
まず、単艦で落伍していた朝霜が4発の直撃弾で沈没し総員（326名）が戦死した。
次に浜風が12時48分に直撃弾と魚雷の直撃で爆沈した。涼月は艦前部への直撃弾で大破し戦線を離脱。霞は被弾して航行不能となった。この時点での大和は魚雷や爆弾を数発被弾して多少の損害を受けたもののまだ余裕があり、二水戦旗艦（矢矧）の状況を確かめるべく反転しつつあったという。
13時すぎ、駆逐艦磯風（第17駆逐隊司令駆逐艦）のみが矢矧を護衛していた。古村司令官は矢矧での水雷戦隊指揮は不可能と判断。健在艦を率いて沖縄へ突入すべく、アメリカ軍機の空襲がやんだ時間を見計らって磯風（17駆司令艦）に接近命令を出した。磯風は13時28分に矢矧に横付けを試みたが、直後にアメリカ軍機攻撃隊第二波が来襲したため離れた。二水戦参謀の進言で艦載艇を海面に降ろしたが、爆弾の直撃で将兵と共に四散。このため第二水雷戦隊司令部が移乗するには、磯風側が矢矧に横付けするしか方法がなくなった。磯風は速度を落として矢矧に横付けした瞬間を米軍機に襲撃され、13時56分に被弾。至近弾により速力12ノットに低下、やがて航行不能となった。
救援の見込みがなくなった矢矧は最終的に合計魚雷6-7本・爆弾10-12発を被弾（アメリカ軍記録、矢矧に対し爆弾56発、魚雷17本、機銃9970発を投下・発射）、14時5分に沈没した。13時20分、または13時30分頃という回想もある。
矢矧の沈没から十数分後の14時23分前後、大和も大爆発を起こして沈没した。矢矧から脱出した将兵は、遠方に大和が爆発した際に発生した巨大なキノコ雲を目撃している。14時40分、脱出者に対する銃撃を終えたアメリカ軍機が離脱した。17時以降、駆逐艦3隻（初霜、雪風、冬月）が矢矧乗組員の救助を開始した。矢矧の乗組員446名が戦死、133名が負傷した。原（矢矧艦長）を含む乗組員500名以上と、古村司令官を含む第二水雷戦隊司令部が生還した。矢矧の乗組員と大和の乗組員を救助した駆逐艦冬月の士官によれば、大和の乗組員は重油で真っ黒、矢矧の乗組員は長い対空戦闘により顔が火傷で腫れていたという（原艦長によると皆、重油で真っ黒だったとも言われている）。
4月15日、原大佐（矢矧艦長）は矢矧艦長の職務を解かれた。
4月20日、初霜の艦上で解散式が行われ、第二水雷戦隊は解隊された。6月20日、除籍。

## その他
- 『矢矧』の名が艦艇に使われるのは本項の軽巡洋艦阿賀野型3番艦としての矢矧が2度目であり、以前に筑摩型防護巡洋艦の2番艦に矢矧 [I]の名が使われている。
- 後に海上保安庁のやはぎ型巡視船のネームシップとして名前が受け継がれた。
- 現在、矢矧の慰霊碑が佐世保市の旧海軍墓地東公園にある。
- レイテ湾海戦で損傷した矢矧艦橋の12cm高角双眼望遠鏡が曲折を経て池田武邦の手に渡り、海上自衛隊江田島第一術科学校内「教育参考館」に収蔵されている[183]。
- 沖縄出撃では艦長と副長が相談の上、20日分以上搭載していた米麦を5日分のみを残し徳山軍需部へ返納した[184]。また撃沈後の救命用に大量の角材を積載して出撃し、実際に使用された[185]。
- 矢矧の艦歴は航空機との戦いであった。沈没時の戦訓として艦橋頂上の防空指揮所に艦の全機能を集約して操艦の即応性を高め、飛行機の操縦席のようにキャノピーをつけたいと提言している[186]。
- 2022年6月23日に 海上自衛隊の護衛艦で、もがみ型護衛艦の5番艦として「やはぎ」が進水した[187]。2024年5月21に就役し、護衛艦隊直轄第14護衛隊に編入され、舞鶴基地に配備された。[188]

## 歴代艦長
※『艦長たちの軍艦史』174-175頁に基づく。

### 艤装員長
1. 吉村真武 大佐：1943年10月11日[34] -

### 艦長
1. 吉村真武 大佐：1943年12月29日[39] - 1944年12月20日[111]
2. 原為一 大佐：1944年12月20日[111] - 1945年4月15日[180]

## 同型艦
- 阿賀野 - 能代 - 酒匂

## 画像集

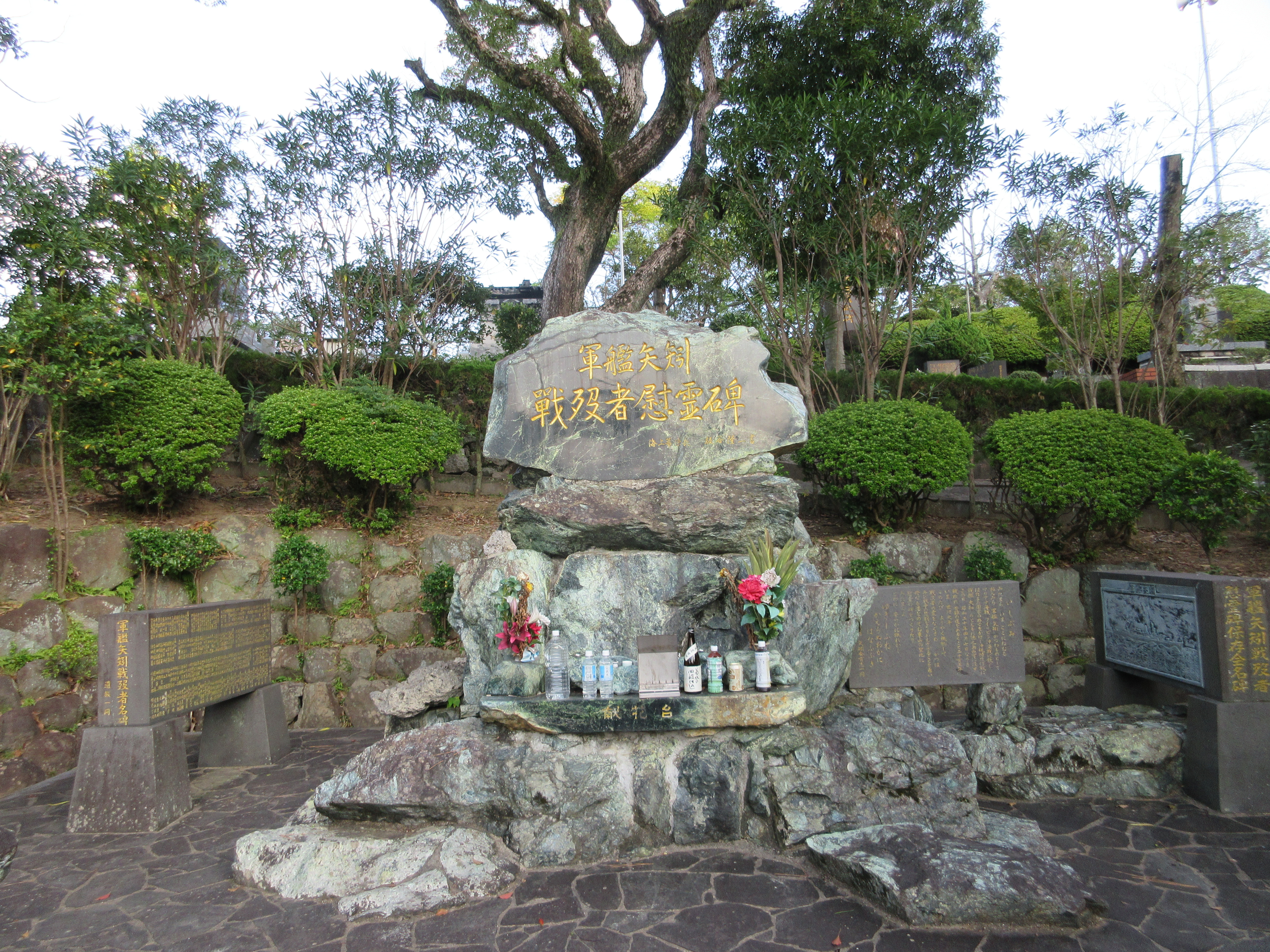
軍艦矢矧戦没者慰霊碑（佐世保市）（長崎県佐世保市天神1-1‐1）
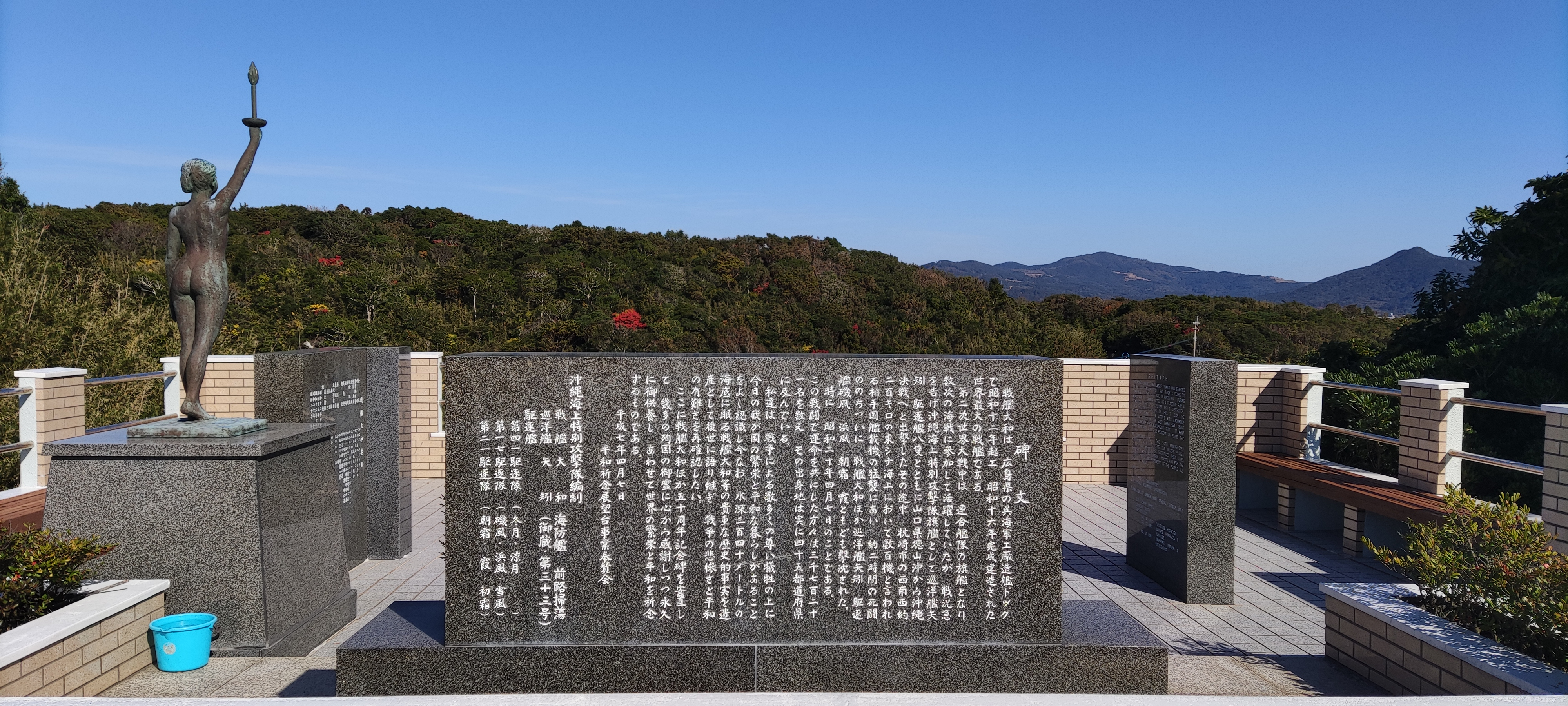
殉難鎮魂之碑裏面（枕崎市）（鹿児島県枕崎市火之神岬町）